# Sellendorf
Sellendorf (niedersorbisch Želḿ) ist mit den Dörfern Hohendorf und Schöneiche ein Ortsteil der Gemeinde Steinreich im nordwestlichen Bereich der Niederlausitz an der Grenze des Fläming.

## Lage
Der Ort liegt im nordwestlichen Bereich der Niederlausitz. Zwischen dem historischen Ortskern und dem Kreuzungsbereich im 21. Jahrhundert verläuft die Grenze zwischen dem Fläming sowie der Lausitz. Nördlich des Ortes erhebt sich – auf Golßener Stadtgebiet – der 145 m hohe Schwarze Berg. Südlich befindet sich mit der Wacholderschlucht das älteste Naturschutzgebiet des ehemaligen Kreises Luckau. Das 34 Hektar große Gebiet wurde bereits 1938 unter Schutz gestellt.

## Geschichte

### 15. bis 18. Jahrhundert

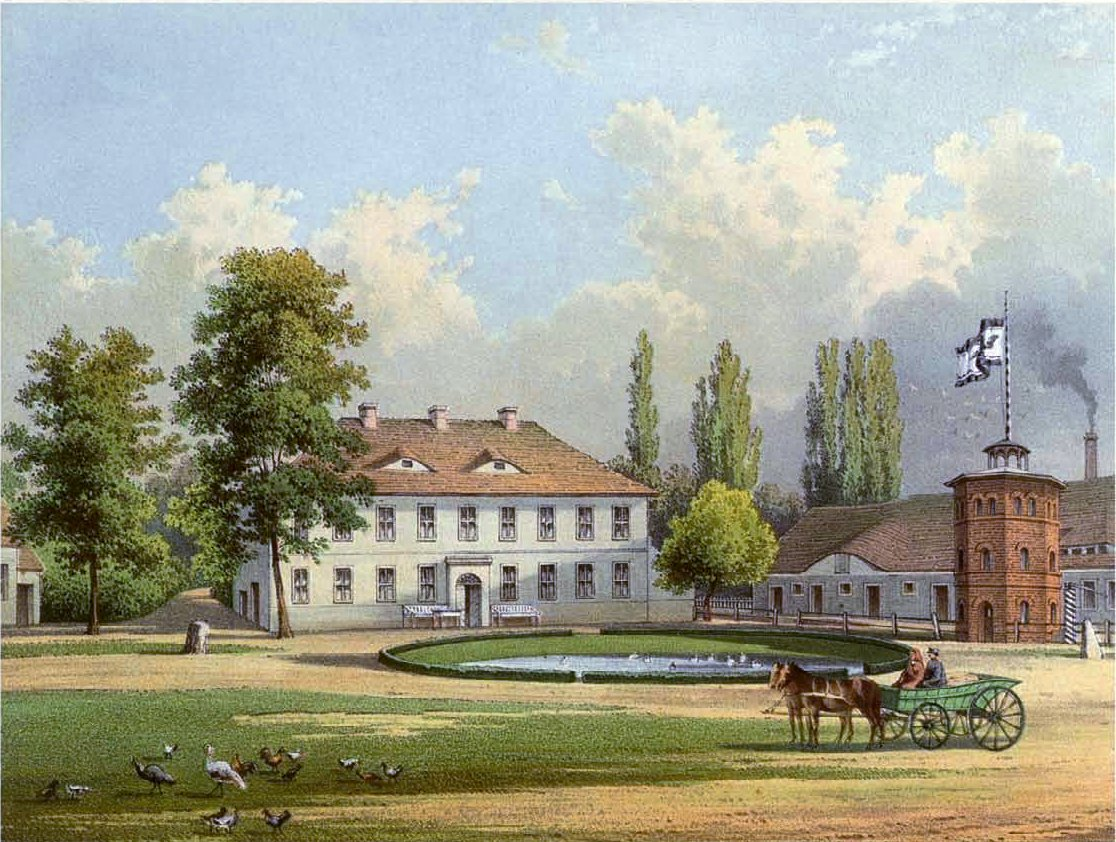
Rittergut Sellendorf um 1860, Sammlung Alexander Duncker

Sellendorf erschien erstmals in einer Verkaufsurkunde des Landvogts von Polenz, der den Ort am 14. August 1439 an die vier Brüder von Stutterheim veräußerte. Die erste urkundliche Erwähnung stammt vom 15. April 1517. In dieser Zeit wehrte sich der Pfarrbauer Christoph Winter aus Sellendorf gemeinsam mit dem Pfarrer aus Zützen, Ernst Gottfried Coccius, gegen Joachim Adam von Stutterheim. Sie waren der Ansicht, dass sie übermäßige Dienste leisten mussten. In Schöneiche, einst Vorwerk von Sellendorf, entstand durch die Bodenreform ein Volksgut, dessen Beschäftigte sich auch hier ansiedelten. Der Ort gehörte zur Herrschaft Golßen und wurde in den nächsten Jahrhunderten mehrfach vererbt. Im Jahr 1708 lebten im Dorf vier Bauern, vier Kossäten und zwei Büdnerfamilien; in Summe 23 Personen zwischen 12 und 60 Jahre. Die Nutzung des Schwarzen Berges war Gegenstand eines Streits zwischen Wolf Ernst von Stutterheim gegen Jost Siegmund von Bredau und Adam Ernst von Stutterheim. Am 10. März 1713 erwarb der wegen seiner Verdienste in den Adelsstand erhobene Jurist Hartmann Peter von Haberkorn, Besitzer von Hohendorf, den Ort für 9.300 Taler. Die vier Hufner, vier Kossäten oder Gärtner und zwei Häusler bewirtschafteten im Jahr 1718 insgesamt fünf Hufen. Es gab – zusammen mit dem Vorwerk – im Dorf 17 Feuerstellen (1723). Eine Statistik von 1755 führte 66 männliche und 57 weibliche Bewohner auf. Sie konnten im genannten Jahr 690 Dresdner Scheffel Korn, 5 Scheffel Weizen, 270 Scheffel Gerste, 150 Scheffel Hafer, 14 Scheffel Erbsen, 111 Scheffel Heidekorn, 7 Scheffel Hopfen und 14 Scheffel Lein ernten. Hinzu kam eine nicht genauer aufgelistete Menge an Hirse und Kartoffeln.

### 19. Jahrhundert
Nach dem Tod Haberkorns erbte sein Sohn, Moritz von Haberkorn, das Dorf. Da er Schulden machte, musste der es an seine Ehefrau Erdmuthe Juliane Christiane von Haberkorn, geborene von Stammer, verkaufen. Im Jahr 1794 erbte der Oberamtsrat Hans Ferdinand Moritz von Haberkorn das Gut von seiner Mutter. Er starb am 13. November 1803 im Alter von 51 Jahren. Er war in zweiter Ehe mit Johanna Christina von Haberkorn (geborene Sandersleben) verheiratet, die kurz zuvor am 7. Januar 1803 mit 49 Jahren verstarb. Sie hatten eine gemeinsame Tochter, Johanna Eleonore Auguste, die am 25. August 1790 geboren und am 31. August 1790 getauft wurde. Da Haberkorn keinen Sohn hatte, erbten zunächst die Brüder Johann Wilhelm Sigismund und Heinrich Wilhelm von Zetschau das Dorf, verkauften es aber 1805 an die einzige Tochter Johanna Eleonore Auguste. Sie heiratete mit 16 Jahren am 29. November 1806 den Freiherren Ernst von Houwald, dem sie am 1. Juni 1808 den Ort verkaufte. Er zog sich auf das Gut zurück und zog dort neun eigene Kinder und drei Pflegekinder zurück. Im Jahr 1810 lebten in Sellendorf drei Bauern, sechs Kossäten und zwei Häusler oder Büdner. 1816 zog sein Jugendfreund Karl Wilhelm Salice-Contessa auf das Gut. In den darauffolgenden Jahrzehnten wechselten die Besitzer erneut: Am 31. Mai 1822 für 6.700 Taler an Gustav Friedrich Becherer und von ihm am 25. Juni 1841 an Karl Friedrich Geisler. Einer seiner Söhne, Friedrich Wilhelm Theodor übernahm schließlich das Gutshaus und erbaute mehrere Tagelöhnerhäuser, einen Stall sowie eine Brennerei. Aus dem Jahr 1855 ist die Existenz von 28 Häusern überliefert, in denen insgesamt 273 Einwohner lebten. Hinzu kamen eine Ziegelei sowie eine Windmühle. Das Dorf war im Jahr 1869 insgesamt 862 Morgen (Mg) groß, das Rittergut 3890 Mg. In den Folgejahren gab es mehrere, bislang nicht feststellbare Besitzer.

### 20. bis 21. Jahrhundert
Zur Jahrhundertwende war das Dorf 220 Hektar (ha), das Rittergut 933 ha groß. 1907 erwarb Malwine Staberow das Gut. Vermutlich warf es jedoch keinen großen Gewinn ab, denn die Besitzer wechselten fortan häufig. 1914 gehörte es einem Baron derer von Levetzow, ein Jahr später einem Hans Cochius, der es 1921 an Carl Wegener veräußerte, dieser musste Konkurs anmelden. 1935 war Ernst Goertz der Besitzer, der sich entschuldete und es nach nur drei Jahren an Richard Lieberknecht verkaufte.
Nach dem Ende des Zweiten Weltkrieges wurde das Gutshaus abgerissen. Die bestehenden Gebäude gehörten von 1948 an Anna Adamcweski, die 1953 enteignet wurde. Am 14. April 1966 wurde Hohendorf eingegliedert. Zur Zeit der DDR war der Betrieb ein Volkseigenes Gut und wurde nach der Wende im Jahr 1998 in Privatbesitz zurückgeführt. Zusammen mit der Nachbargemeinde Glienig bildete Sellendorf am 31. Dezember 2002 die neue Gemeinde Steinreich.

## Bevölkerungsentwicklung
| Jahr      | 1818 | 1846 | 1871 | 1900 | 1925 | 1939 |
| Einwohner | 202  | 240  | 328  | 259  | 250  | 253  |

## Verkehr
Durch Sellendorf führt die Landesstraße 711.

## Sehenswürdigkeiten

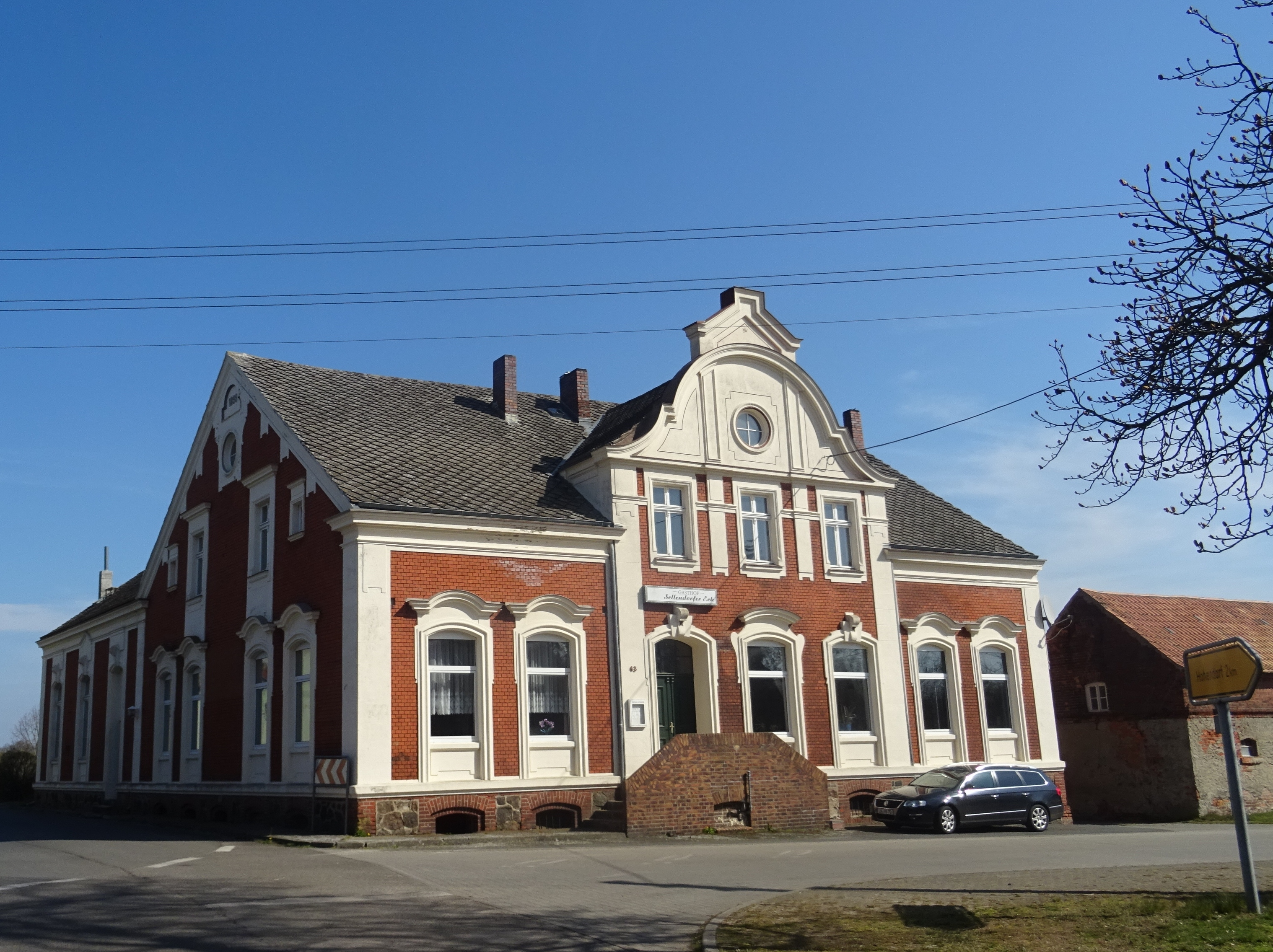
Denkmalgeschützter, ehemaliger Gasthof

- Die Wacholderschluchten Hohendorf war 1938 das erste Naturschutzgebiet des ehemaligen Kreises Luckau. Es umfasst eine Größe von 34 Hektar. In der Nähe von Sellendorf liegt der 145 Meter hohe Schwarze Berg.
- Der Gasthof bestehend aus dem Gasthaus mit Saalanbau sowie Scheune und Stall steht seit dem Jahr 2004 unter Denkmalschutz.[14]
- Auf dem Dorfanger erinnert ein Denkmal an die Gefallenen der Weltkriege.

## Spezialitäten
In der ehemaligen Gutsbrennerei werden heute von der Brennerei Sellendorf Weizenkorn und Doppelkorn aus eigenem Weizenanbau gebrannt sowie Sellendorfer Apfelkorn und Sellendorfer Kräuterlikör hergestellt. Theo Ligthart destilliert aus Sellendorfer Brennereiprodukten den Steinreich Weizenbrand 42 und zusammen mit der Preussischen Spirituosen Manufaktur den Alten Deutschen Doppelkorn Das Korn.

## Persönlichkeiten mit Bezug zum Ort
- Joachim Friedrich von Stutterheim (1715–1783), preussischer Generalleutnant
- Otto Ludwig von Stutterheim (1718–1780), preußischer Generalleutnant
- Ernst von Houwald (1778–1845), deutscher Schriftsteller und Dramatiker, lebte von 1807 bis 1822 im Ort
- Karl Wilhelm Salice-Contessa (1777–1825), schlesischer Dichter der Romantik, lebte von 1816 bis 1821 auf dem Gut seines Freundes Ernst von Houwald[18]
- Gudrun Bröchler-Neumann (1937–2013), Malerin und Grafikerin, lebte und arbeitete ab 1976 in Sellendorf